# 타마키 소라
타마키 소라(일본어: 田牧 そら, 2006년 8월 2일~)는 일본의 배우이다. 2019년 기사룡전대 류소저에서 오토 역으로 출연했다.

## 출연작

### TV 드라마
- 2019년 기사룡전대 류소저 - 오토 역

### 영화
- 마진전대 키라메이저 vs. 류소저 - 오토 역